# Küçükyenice, Mudanya
Küçükyenice là một xã thuộc quận Mudanya, tỉnh Bursa, Thổ Nhĩ Kỳ. Dân số thời điểm năm 2011 là 215 người.